# پالانگا
پالانگا (به آلمانی: Polangen) یک سکونتگاه مسکونی در لیتوانی با جمعیت ۱۷٬۶۰۰ نفر است که در شهرستان کلایپدا واقع شده‌است.